# Moieciu
Moieciu is een Roemeense gemeente in het district Brașov.
Moieciu telt 4689 inwoners.